# 手鏡

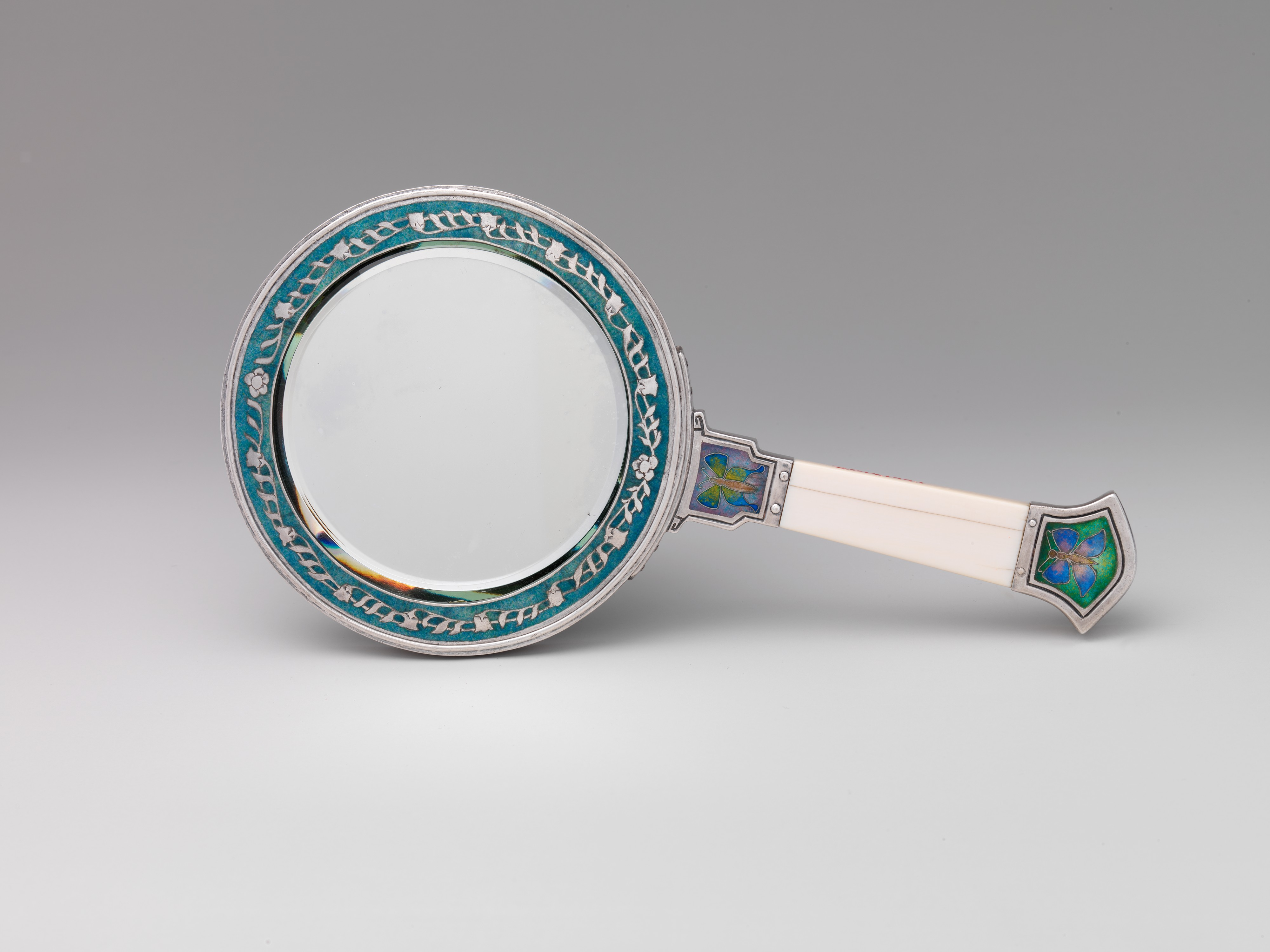
メトロポリタン美術館所蔵の手鏡（鏡面）。1908年頃。

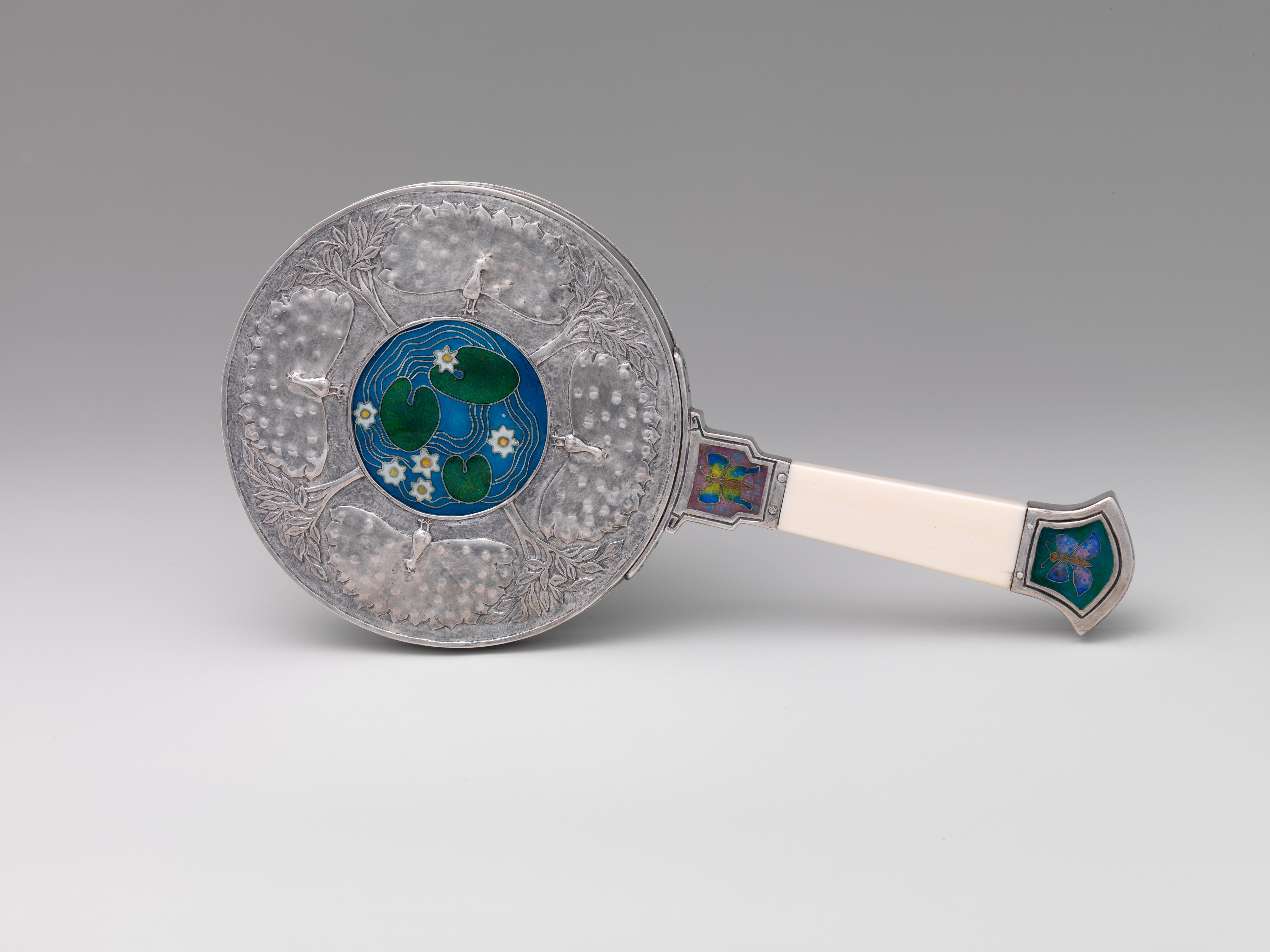
メトロポリタン美術館所蔵の手鏡（裏面）。1908年頃。

手鏡（てかがみ、Hand mirror）は、手に持って使う携帯可能な鏡。化粧や身だしなみの確認などで、男女問わず一般的に使用されている。柄を持つものは柄鏡（えかがみ）ともいう。

## 概要
鏡面の大きさは10センチメートル前後で、下部に柄の付いた型もしくは、二つ折りのカード型（コンパクトミラー）などが一般的である。値段は様々で日用品として安く売られているものもあれば、ブランド品や骨董品など高価でデザイン性の高いものもある。

## 歴史

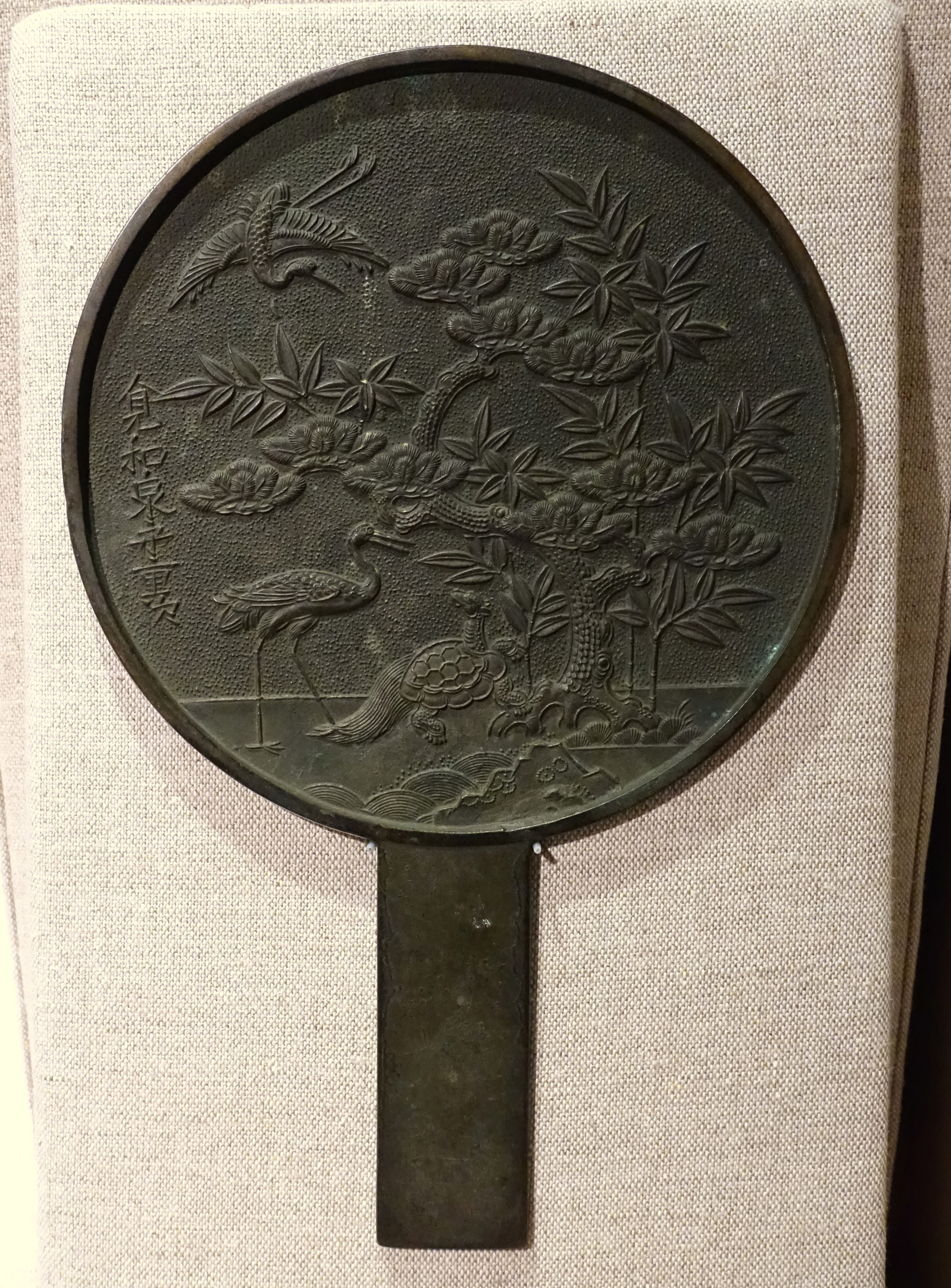
スパーロック博物館所蔵の江戸時代の手鏡（柄鏡）。

もともと祭祀の道具であった鏡が、化粧道具として浸透していく中で、手鏡が誕生したのは、日本では室町時代以降と言われる。江戸時代には化粧の発展と共に庶民に広く普及していった。
この頃の手鏡は水銀を多用した金属製の銅鏡であり、日本では明治時代になってから、現在のようなガラス製のものが作られるようになった。

## 小道具としての手鏡
小説、映画などにおいて、手鏡はキャラクターの心の動きを示す小道具としてよく使われる。たとえば、川端康成の「水月」では、全編を通して手鏡が登場する。また、ポケットから取り出しても不自然ではないものであるため、手品や詐欺、痴漢の道具としてもしばしば用いられる。